# André Hossein
Pour les articles homonymes, voir Hossein et Hosseinoff.
André Hossein (nom de naissance : Aminoullah Hosseinoff ; en persan امین‌الله حسین ; en russe Аминулла Гусейнов, Aminoulla Gousseïnov), né sujet de l'Empire russe le 2 février 1905 à Achgabat ou Samarcande et mort le 9 août 1983 à Paris, est un compositeur français d'origine irano-azéri,.
Il est parfois crédité sous le nom de André Gosselain. Il est le père de l'acteur Robert Hossein.

## Biographie
Aminoullah Hosseinoff, dit Amin, est le fils de Ahmed Agha Hosseinoff, marchand azeri de Samarcande,, et de Roughied Khasson (v. 1880-1905), d'origine perse.
Sa mère l'initia à la musique. Il poursuit ses études secondaires  à Moscou où il  développe son talent musical en prenant des cours de violon. Lors de la révolution d’octobre  1917, il quitte Moscou, en 1922. Après un passage par le conservatoire de Stuttgart et Tübingen, il part à Berlin où il est étudiant en médecine. Mais il préfère la musique et  en reprend l’étude avec Artur Schnabel et Wilhelm Klatte (en). Puis, il s’installe dans la capitale française et entre au Conservatoire de musique de Paris. Il y étudie la composition avec Noël Gallon, l’orchestration avec Paul Vidal et le piano avec Alfred Cortot.
Le 10 août 1927, il se marie à Paris 12e avec Anna Mincovschi (1904-1998) (parfois appelée Minevskaya), une musicienne et actrice de comédie d'origine juive de Soroca, en Bessarabie, aujourd'hui en Moldavie, qui avait émigré à Paris avec ses parents (Marc Minkovski ou Minkovschi, né avant 1884 et Léa, née avant 1886) après la révolution d'Octobre,. Le metteur en scène Robert Hossein est leur fils.
André Hossein se convertit au zoroastrisme, religion qui influencera nombre de ses œuvres. En 1960, il est autorisé à porter le nom Hossein et le prénom André.
À partir de 1958, André Hossein compose beaucoup pour les films réalisés par son fils, avec une certaine prédilection pour les petits ensembles inspirés du Modern Jazz Quartet (vibraphone, piano, basse et percussions), parfois enrichis de cuivres.
Outre ses compositions pour le cinéma, il laisse une œuvre symphonique intéressante et fut un improvisateur remarquable tant au tar (luth perse) qu'au piano.

## Filmographie (compositeur)
- 1956 : Pardonnez nos offenses, de Robert Hossein
- 1958 : Toi, le venin de Robert Hossein – crédité au générique de début  André Gosselain[3]
- 1959 : Les Scélérats de Robert Hossein
- 1960 : Une gueule comme la mienne de Frédéric Dard
- 1961 : Le Goût de la violence de Robert Hossein
- 1961 : Les Menteurs d'Edmond T. Gréville
- 1961 : Le Jeu de la vérité de Robert Hossein
- 1962 : La Loi des hommes de Charles Gérard
- 1963 : Shéhérazade de Pierre Gaspard-Huit
- 1963 : Le commissaire mène l'enquête ou Fantaisies conjugales, film à sketches de Fabien Collin
- 1963 : Fort du fou de Léo Joannon
- 1964 : Les Yeux cernés de Robert Hossein
- 1964 : La Mort d'un tueur de Robert Hossein
- 1964 : Gibraltar de Pierre Gaspard-Huit
- 1965 : Le Vampire de Düsseldorf de Robert Hossein
- 1965 : Le Chant du monde de Marcel Camus
- 1965 : Train d'enfer de Gilles Grangier
- 1967 : J'ai tué Raspoutine de Robert Hossein
- 1967 : L'Homme qui trahit la mafia de Charles Gérard
- 1969 : Une corde, un Colt..., western européen de Robert Hossein - André Hossein non mentionné sur la fiche IMDb
- 1969 : Un jeune couple de René Gainville
- 1970 : Point de chute de Robert Hossein
- 1971 : Un été 42 (Summer of '42) de Robert Mulligan - André Hossein non mentionné sur la fiche IMDb. Il a composé 3 plages (sur 8) de la bande musicale (Concerto no 3 « Una Fantasia », pour piano et orchestre). Autres compositeurs : Michel Legrand, Bernard Herrmann et Jean Wiéner.
- 1982 : Les Misérables de Robert Hossein (version courte)

### Télévision
- 1972 : La Mort d'un champion d'Abder Isker
- 1973 : Un certain Richard Dorian, feuilleton télévisé d'Abder Isker
- 1981 : Les Misérables de Robert Hossein (version longue TV)
- 1984 : Un grand avocat, téléfilm de Jean-Marie Coldefy

## Divers
La musique du film Schéhérazade fut choisie, en 1975, pour remplacer la musique – perdue – du ballet Schéhérazade, initialement créée par George Skibine, danseur et chorégraphe de la troupe de Diaghilev, ballet pour lequel ne subsistait que le livret. Le ballet de 1975, mis en scène et chorégraphié par Nima Kiann pour les Ballets persans, fut représenté à l'Opéra de Paris.